# Chiesa di Santa Maria della Natività (Napoli)
La chiesa di Santa Maria della Natività è una delle chiese di Napoli di costruzione moderna e di interesse artistico e storico. È sita nella zona di Secondigliano, nel Rione Kennedy.
Concepita con un'architettura moderna, è l'unica chiesa di Napoli intitolata alla Natività della Beata Vergine Maria. Essa conserva al suo interno numerose opere d'arte contemporanea, di differenti stili e artisti, nonché realizzazioni architettoniche e decori di pregevole fattura.

## Storia
La storia della Chiesa di Santa Maria della Natività è legata indissolubilmente a quella del quartiere di Secondigliano e al personaggio di Mons. Cosimo Luciano, noto sacerdote morto nel 1991 in odore di santità, che la fece costruire su vecchi terreni di sua proprietà. Mons. Luciano, svolgeva la sua attività nel centro di Secondigliano, quartiere originariamente agricolo ma che nel dopoguerra comincia a trasformarsi in zona urbana della periferia di Napoli.
Padre Luciano (come il sacerdote amava farsi chiamare nonostante il titolo), aveva iniziato il suo ministero nella Chiesa dei Santi Cosma e Damiano a Secondigliano quando la guerra aveva ridotto in povertà estrema moltissime famiglie, costringendolo a porsi come pronto soccorso alle emergenze specialmente di bambini e ragazzi, che il giovane prete raccoglie intorno a sé, insieme agli scugnizzi del territorio in alcuni locali ribattezzati Educatorio Nazareth.
È il 1961 quando Padre Luciano fonda un Istituto Missionario, oggi di diritto pontificio: le Missionarie laiche di Maria corredentrice (MILMAC). Con esso realizza il suo sogno di missio ad gentes.
Per soddisfare queste esigenze missionarie, ma anche di preghiera e culto, inizia la costruzione della nuova chiesa dedicata alla Madonna Bambina. Nel 1964 la sede della chiesa è provvisoriamente posta in un garage, ma è il popolo di Secondigliano a volere fortemente che il sacerdote continui la sua opera, che termina solo nel 1966 quando i lavori si concludono, con molte difficoltà economiche. 
Negli anni ha visto svariati lavori di ristrutturazione e di decorazione.

## Descrizione
La facciata del santuario presenta una struttura in mattonato moderno, con finestroni esagonali allungati. I tre portali in legno, sovrastano l'ingresso molto maestoso. Alla destra della facciata spicca il grande campanile. Alla sinistra un maestoso crocifisso in bronzo dalla storia travagliata. Quest'opera infatti, si ergeva nella vicina Piazza Giovanni XXIII, ma lasciato all'incuria delle Istituzioni, divenuto ricettacolo di immondizie, è stato collocato successivamente a ridosso della facciata della chiesa, dove ha trovato una sistemazione degna dell'opera di una estrema bellezza.
La chiesa presenta all'ingresso una sorta di monumentale atrio che conduce mediante tre porte in vetro all'aula sacra vera e propria.
La sala liturgica è di forma rettangolare con tre ampie navate. Si presenta spaziosa e molto alta, e ottiene molta luce da numerosi finestroni istoriati posti tutto intorno sia sulla facciata principale, che sull'abside.
Dal 1991, con la morte del fondatore, è cominciata una complessa opera di ristrutturazione dell'intera chiesa, ad opera del nuovo parroco, che ha voluto rendere la Chiesa di Santa Maria della Natività, un tempio d'arte moderna, adornandola sempre più di opere di artisti contemporanei, ma anche di decorazioni di importante lavorazione artistica.
Già nell'atrio sono presenti diverse opere d'arte contemporanea: a sinistra entrando, si nota un pannello a rilievo, maiolicato a gran fuoco, opera dello scultore ceramista Guido Infante, raffigurante scene sull'eucaristia e alla destra un grande mosaico con il Cristo risorto, e con una scena dell'ultima cena alla cui tavola sono riconoscibili alcuni Santi moderni e noti del territorio di Secondigliano. 
Sempre nell'atrio il medaglione in marmo con l'effigie della Madonna Bambina.
All'interno dell'aula sacra troviamo numerosi affreschi moderni di stile iconografico bizantino, opera di Angelo Vaccarella. Tra questi abbiamo il suggestivo Altare Maggiore con la Vergine Maria, San Giovanni Battista, i Santi Pietro e Paolo e gli Angeli Michele e Raffaele. 
Altro affresco imponente è quello che decora la balconata del matroneo e rappresenta varie scene della vita di Cristo.
Ai lati del presbiterio si possono notare diverse icone, sempre opera dello stesso artista, che rappresentano le ultime immagini della Passione e Risurrezione di Gesù.
Tra le opere d'arte ancora presenti nella chiesa:
- Il battistero ceramico dell'artista Guido Infante;
- L'Altare Maggiore opera di Angelo Vaccarella;
- Lo scultoreo ambone bronzeo, raffigurante i quattro evangelisti;
- La statua della Madonna Bambina, di pregevole fattura e il suo Altare con bassorilievi in bronzo e marmo, rappresentanti scene della storia di Secondigliano.
- Degni di nota sono i quadri della Via Crucis del Vaccarella, e quelli della Vergine Maria in gloria e Maria Bambina con Sant'Anna e altri Santi, due splendide opera del compianto Adriano Torri.

Tra le statue presenti in Chiesa, sono degne di nota per la pregevole fattura, il Sacro Cuore di Gesù e L'Immacolata Concezione risalenti ai primi anni '70, nonché il maestoso Crocifisso del 1966 sull'Altare maggiore. Altra realizzazione del 1966 è il bassorilievo bronzeo dell'ultima cena che adorna la mensa.
Numerosi e preziosi marmi ornano la struttura del tempio, tra cui i quattro evangelisti incastonati nel pavimento, ai quattro angoli della planimetria. Le vetrate sono tutte artistiche e presentano immagini di santi moderni ed antichi e simbologie eucaristiche e scene della vita di Cristo. Tra tutti però trionfa la grande vetrata centrale dell'abside, raffigurante la Trinità.
Nell'unica cappella della chiesa, dedicata alla Vergine di Lourdes con un'imponente ricostruzione in pietra, riposa in una monumentale urna di marmo, il sacerdote fondatore, Cosimo Luciano.